# حزب دموکرات ملی آلمان

نشان‌واره حزب دموکرات ملی آلمان (ان پ د)

حزب دموکرات ملی آلمان (ان پ د) (به آلمانی: Nationaldemokratische Partei Deutschlands) دست‌راستی‌ترین حزب بزرگ در سیاست آلمان است. این حزب در ۲۸ نوامبر ۱۹۶۴ به عنوان نیای حزب امپراتوری آلمان (د آر پ) تأسیس شد و از ۱۹۹۶ تا ۲۰۱۱ رهبر آن اودو فوگت بود.
در سال ۲۰۰۱ دولت آلمان به رهبری گرهارد شرودر از حزب اس پ د سعی کرد تا با طرح شکایتی در دادگاه حفاظت از قانون اساسی آلمان، حزب ان پ د را مخالف با قانون اساسی اعلام کرده و آن را منحل نماید ولی در سال ۲۰۰۳ موضوع شکایت منتفی و پرونده بسته شد، چرا که در جریان برگزاری دادگاه مشخص شد که تعدادی از اعضای ان پ د که با استناد به رفتار آنها شکایت تنظیم شده بود در واقع مامورین مخفی سازمان‌های اطلاعاتی دولت فدرال آلمان هستند که به درون حزب نفوذ کرده و سعی در تخریب چهره ان پ د داشته‌اند.
حزب ان پ د به شدت مخالف پیروی آلمان از سیاست‌های اسرائیل و حمله نظامی به ایران است.